# Premier ministre de Thaïlande
Le Premier ministre du royaume de Thaïlande (en thaï : นายกรัฐมนตรีแห่งราชอาณาจักรไทย RTGS : Na-Yok Ratha Montri Haeng Ratcha Anachak Thai) est le chef du gouvernement de Thaïlande, président du Conseil des ministres. Cette fonction existe depuis la révolution de 1932, quand le pays devint une monarchie constitutionnelle.
Le Premier ministre est désigné par un vote de la Chambre des représentants à la majorité simple puis prête serment devant le roi de Thaïlande. Il est généralement choisi soit parce qu’il est à la tête du parti majoritaire à la chambre basse du Parlement, soit parce qu'il est à la tête de la plus grande coalition de partis, là encore à la chambre basse. Selon la Constitution, le Premier ministre ne peut être désigné que deux fois et ne peut exercer que deux mandats consécutifs.
Suriya Juangroongruangkit exerce actuellement la fonction par intérim depuis le 1er juillet 2025, après la suspension de Paethongtarn Shinawatra, titulaire du poste depuis le 18 août 2024.

## Histoire
Le poste de « président du Comité du peuple » (ประธานคณะกรรมการราษฎร), qui devint plus tard « Premier ministre du royaume de Siam » (นายกรัฐมนตรี), fut créé par la constitution provisoire de 1932. La fonction fut calquée à partir de celle du Premier ministre du Royaume-Uni, quand le royaume de Siam devint une démocratie parlementaire après la révolution de 1932.
Jusqu'en 1932, la Thaïlande était dirigée par un monarque absolu, qui exerçait à la fois les fonctions de chef de l’État et de chef du gouvernement. Cependant, vers le milieu et à la fin du règne absolu de la dynastie Chakri, de nombreuses personnes ont exercé des fonctions proches de celles de chef du gouvernement. Durant le règne de Rama VI, Si Suriyawongse eut un rôle significatif dans le système absolutiste. Durant le règne de Rama V, le prince Damrong Rajanubhab assuma également cette fonction. En fait, la fonction qui se rapprocha le plus de celle de Premier ministre était celle de Samuha Na Yok (สมุหนายก), qui était dirigée par un Akra Maha Senabodi (อัครมหาเสนาบดี) ou ministre en chef chargé des affaires civiles.
Le premier Premier ministre du royaume de Siam fut Phraya Manopakorn Nititada, personnalité civile et avocat. Le titre de cette fonction passa de « Premier ministre de Siam » à « Premier ministre de Thaïlande » en 1945, puis de façon permanente à partir de 1949 quand le royaume de Siam devint le royaume de Thaïlande. La plupart du temps cette fonction fut exercée par une personnalité militaire (quinze sur vingt-sept), le premier étant Phot Phahonyothin en 1933. Le plus long mandat fut celui de Plaek Pibulsonggram qui dura 14 ans, 11 mois et 18 jours et le plus court fut celui de Tawee Boonyaket qui ne dura que 18 jours. Neufs furent renversés par coups d'État, deux furent destitués sur ordre de la cour, et onze démissionnèrent. Le plus jeune à avoir exercé cette fonction fut Seni Pramoj à l'âge de 40 ans. Tous les Premiers ministres depuis Phraya Manopakorn Nititada sont bouddhistes.

## Désignation
Le Premier ministre du royaume de Thaïlande doit être membre de la Chambre des représentants.
Pour être désigné Premier ministre, le candidat doit avoir le soutien d'un cinquième des membres de la Chambre des représentants. Puis, après un vote à la majorité simple à la Chambre, une résolution sera adoptée et soumise au Roi, qui l'officialisera par la sanction royale. Ceci doit être fait dans les trente jours suivant la première session de la Chambre des représentants après les élections. Si aucun candidat ne peut être trouvé dans ce délai, il est alors du devoir du président de l'Assemblée de soumettre le nom qu'il considère comme les plus dignes de cette fonction pour que le roi l'officialise.
Le candidat est généralement choisi soit parce qu’il est à la tête du parti majoritaire à la chambre basse du parlement, soit parce qu'il est à la tête de la plus grande coalition de partis, là encore à la chambre basse.

## Fonctions
Le Premier ministre est de facto le président du Conseil des ministres. La désignation et la révocation des ministres ne peuvent être réalisées que sur son conseil. En tant que chef du gouvernement, le Premier ministre est donc responsable en dernier ressort pour les manquements et les performances de ses ministres ainsi que le gouvernement dans son ensemble. Le Premier ministre ne peut rester en poste que pour un maximum de huit années consécutives. En tant que membre du gouvernement le plus visible, le Premier ministre représente le pays à l'étranger et est le principal porte-parole de son gouvernement. En vertu de la constitution, le Premier ministre doit prononcer un discours de politique générale lors d'une session parlementaire dans les quinze jours suivants son investiture.
Le Premier ministre est également directement responsable de plusieurs institutions : la National Intelligence Agency, le Bureau du budget, le Bureau du Conseil de sécurité nationale, le Bureau du Conseil d’État, le Bureau de la Commission du service civil, le Bureau du Conseil de développement économique et social national, le Bureau de la Commission de développement du secteur public et le Internal Security Operations Command. Législativement, toutes les factures déposées à l'Assemblée nationale doivent exiger l'approbation du Premier ministre.
Le Premier ministre peut être renversé par une motion de censure. Ce processus peut être engagé par le vote d'un cinquième des députés d'un débat sur le sujet. Un vote a alors lieu, et une majorité simple suffit à renverser le Premier ministre. Ce processus ne peut être engagé qu'une fois par législature.

## Résidence
La résidence officielle du Premier ministre est le Baan Phitsanulok (en) (บ้านพิษณุโลก) ou Phitsanulok House. Elle est située au centre de Bangkok. Construite pour le roi Rama VI en tant que résidence royale secondaire, elle est devenue la demeure officielle du Premier ministre en 1979. Malgré le confort et le luxe qu'offre la résidence, nombreux sont les Premiers ministres qui ont refusé de s'y installer, à cause d'une légende selon laquelle la maison serait hantée.

## Liste des Premiers ministres

Étendard officiel du Premier ministre

### Anciens Premiers ministres encore en vie
- Anan Panyarachun
(SE)
1991-1992
1992
I et II
- Chuan Likphai
(DP)
1992-1995
1997-2001
I et II

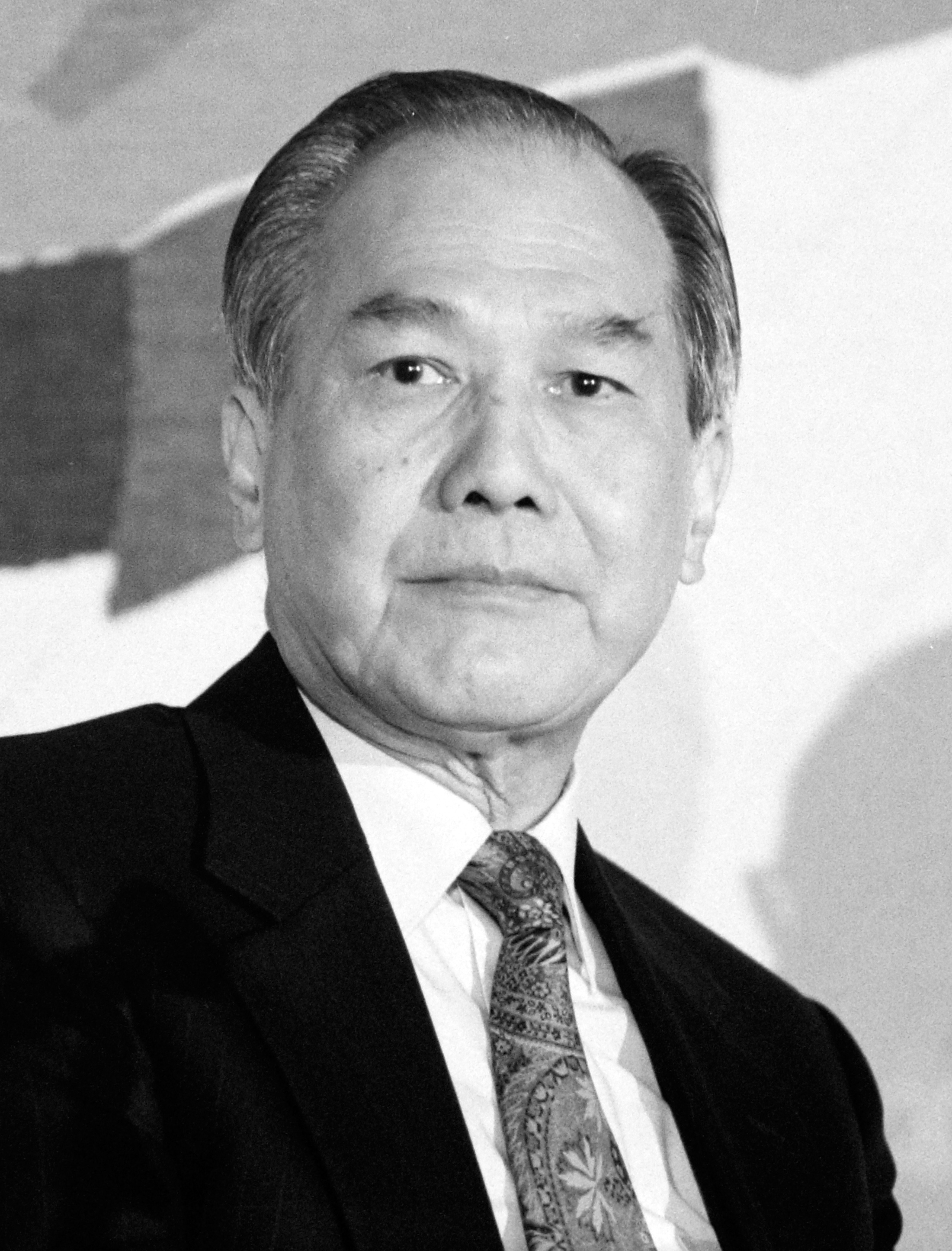
Anan Panyarachun (SE) 1991-1992 1992 et II
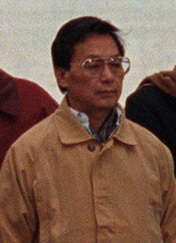
Chuan Likphai (DP) 1992-1995 1997-2001 et II
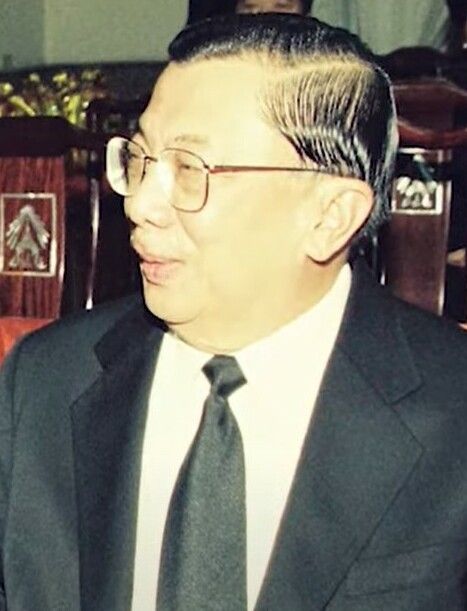
Chawalit Yongchaiyut (NA) 1996-1997 •
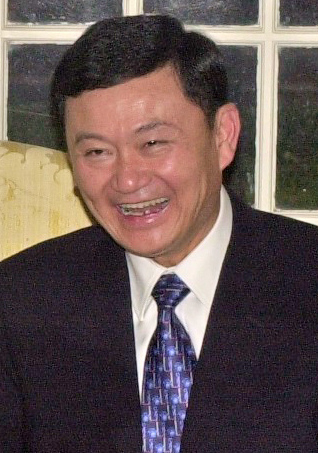
Thaksin Shinawatra (TRT) 2001-2006 I et II
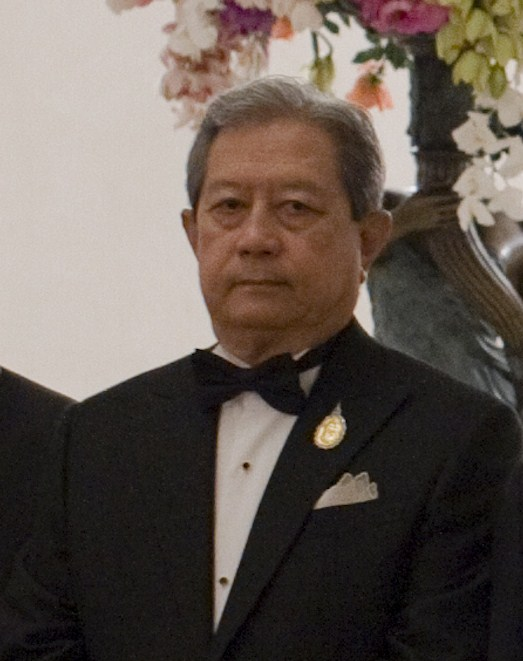
Surayut Chulanon (SE) 2006-2008 •
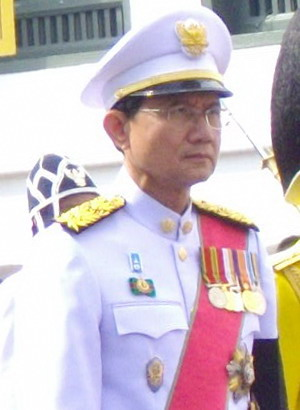
Somchai Wongsawat (PP) 2008 •
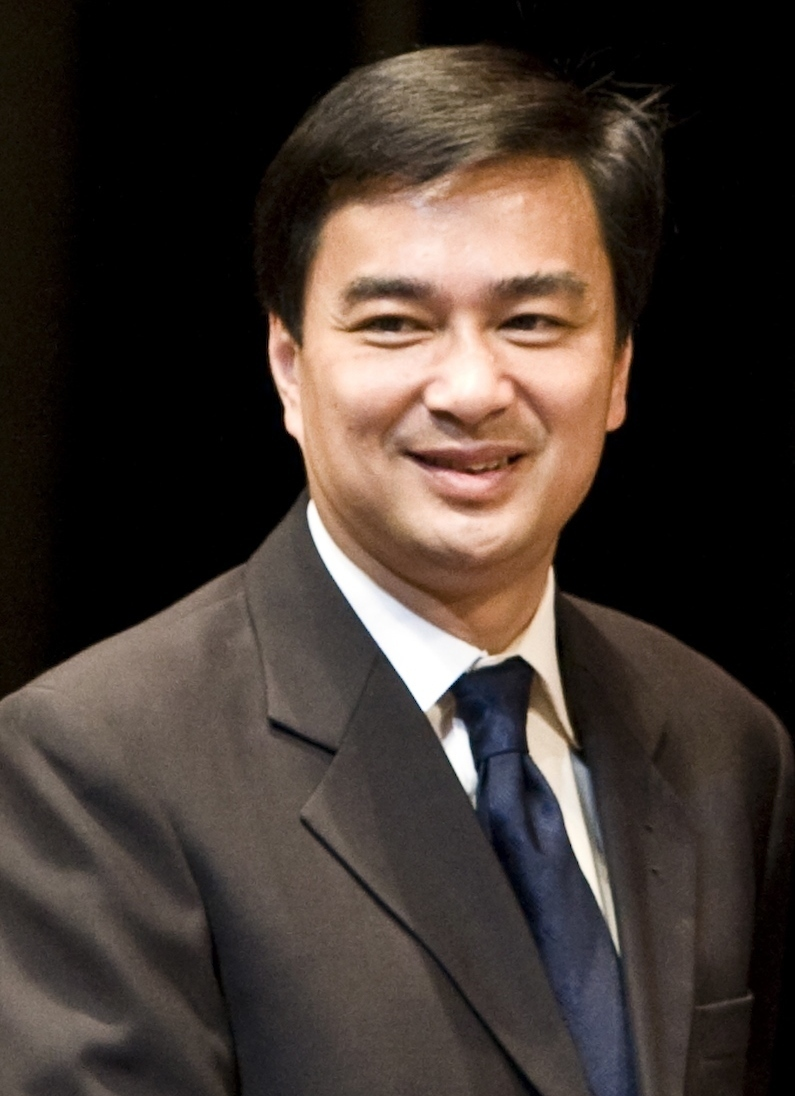
Aphisit Wetchachiwa (DP) 2008-2011 •
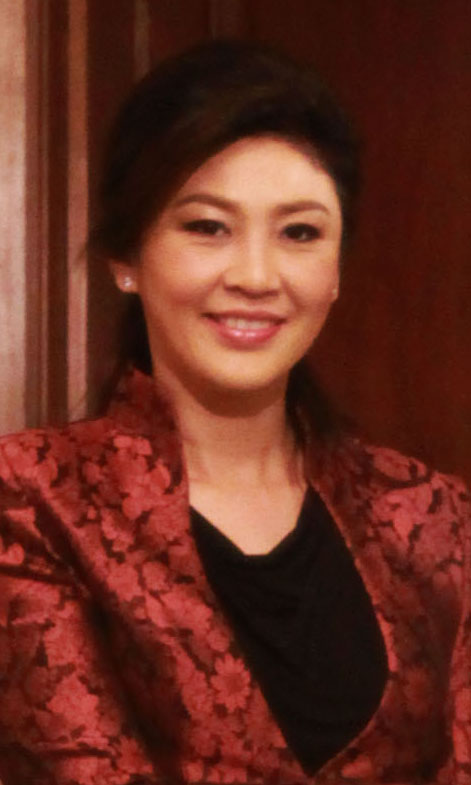
Yingluck Shinawatra (PT) 2011-2014 •
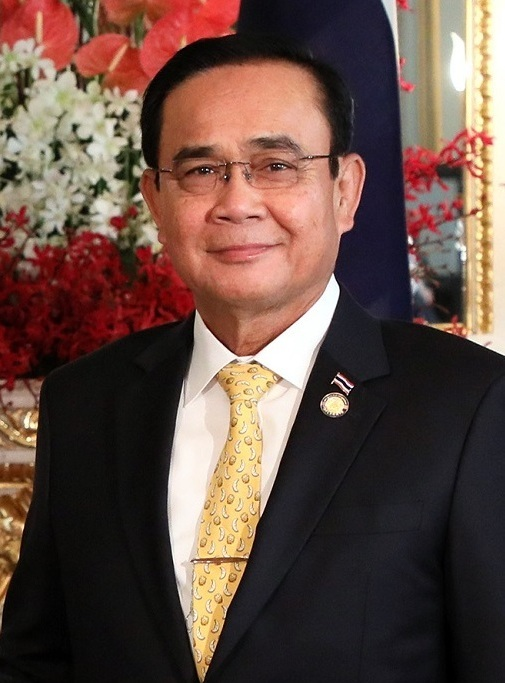
Prayut Chan-o-cha (SE) 2014-2023 I et II
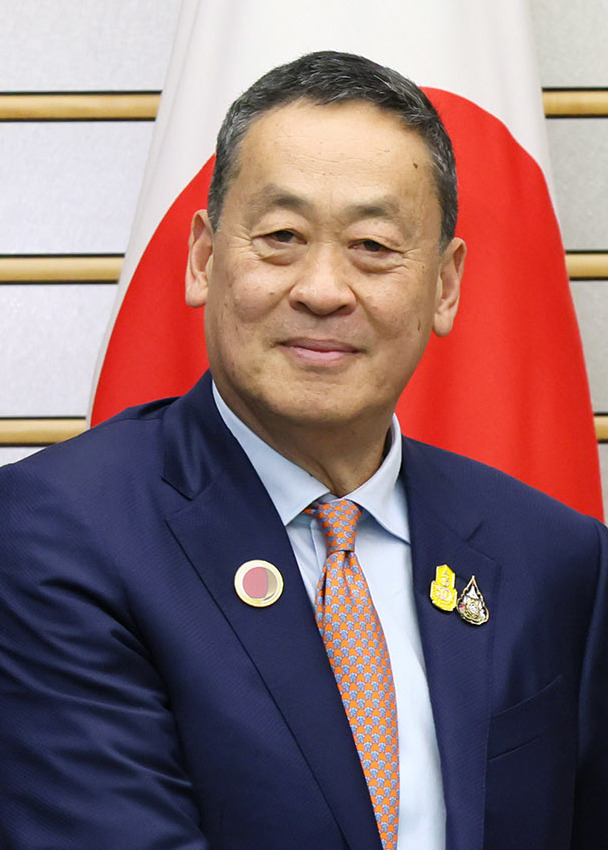
Srettha Thavisin (PT) 2023-2024 •